# Ivan Kovačević (časnik)
Ivan Kovačević (1744. – Magnano, 26. travnja 1799.) je bio general bojnik u Habsburškoj Monarhiji. Bio je časnik Gradiške i Đurđevačke pukovnije.
Borio se u turskom ratu 1788. – 1791. i Drugom koalicijskom ratu na talijanskom ratištu. U potonjem je smrtno ranjen kod Magnana.
Mlađi je brat general-bojnika Blaža Antuna Kovačevića.